# ダヴィト・セルゲエンコ
ダヴィト・セルゲエンコ (დავით სერგეენკო、1963年9月25日 – ）は、ジョージアの医師、医療管理者。2012年10月から労働・保健・社会保障大臣を務めた。

## 生い立ちと医療経歴
1963年にトビリシで誕生。1987年にトビリシ国立医科大学を卒業し小児科学の学位を取得。1991年にモスクワ継続医学教育研究所で集中治療専門医の課程を修了。その後ジョージアに戻り、1987年から1992年までスフミとルスタヴィで新生児学に従事。1992年から1993年までジョージア軍に入り、空軍で医師として勤務。1995年から1997年までスポーツ省で医務局長を務めた。
1997年から2006年までトビリシのジョー・アン医療センターにてICU医師として勤務。2002年から2006年まで診療所メディクラブ・ジョージアで医務局長を務めた。2006年、実業家のビジナ・イヴァニシヴィリが地方都市サチヘレに医療センターを設立。この医療センターはイヴァニシヴィリが1990年代にロシアで築いた財産をもとに作られたものであり、セルゲエンコはここでセンター長に就任した。

## 政治経歴
2012年の総選挙でビジナ・イヴァニシヴィリ率いるジョージアの夢連合が勝利し、新政権を発足。セルゲエンコはイヴァニシヴィリ政権で閣僚入りし、労働・保健・社会保障大臣に就任した。セルゲエンコは続くガリバシヴィリ政権でも留任した。
セルゲエンコは政府出資による2013年2月のユニバーサルヘルスケア制度設立を主導。2013年5月、セルゲエンコは違法薬物取引への対策戦略の一環として、大麻の合法性についての検討可能性を提案。また処方箋医薬品の規制強化について、2014年8月の法案採択議論に関与。
ジョージア政府は2014年ウクライナ騒乱に際してロシアと対立するウクライナを支持し、セルゲエンコは2014年8月にジョージア政府の閣僚としてキエフを訪問した。セルゲエンコは2014年9月にウクライナに対する100万ラリ（約57万米ドル）相当の人道支援を指揮した。